# Jean-Paul Penin

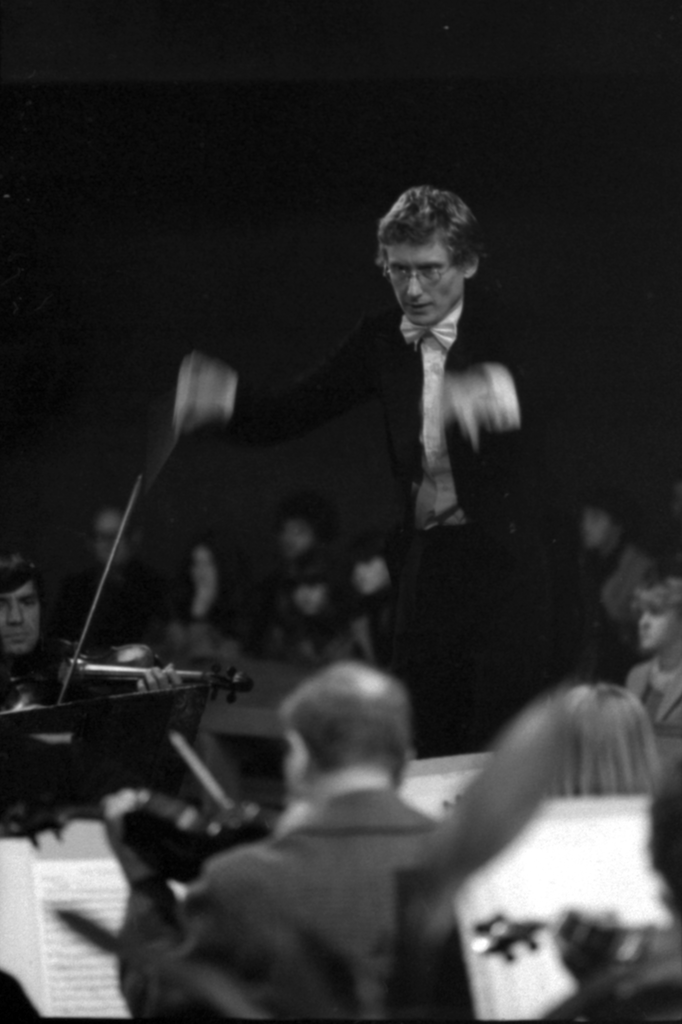
Jean-Paul Penin, Orchestre Philharmonique de Strasbourg, 1980

Jean-Paul Penin (Saint-Dizier, ...) è un direttore d'orchestra francese.

## Biografia
Jean-Paul Penin ha compiuto gli studi musicali presso i conservatori di Strasburgo (Contrabbasso, Analisi musicale e Musica da camera), Parigi (Storia della musica con Yves Gérard) e San Francisco grazie a una borsa di studio della Fondazione Fulbright (Direzione d'orchestra e Analisi musicale con John Adams).
Ha conseguito la Laurea in Lettere e il Dottorato in Biofisica presso l'Università di Strasburgo.
Laureato del Concorso Internazionale per Giovani Direttori d'Orchestra Min-On di Tokyo, è stato assistente di Alain Lombard presso l'Orchestra Filarmonica di Strasburgo e, in seguito, di Lorin Maazel presso l'Opera di Stato di Vienna (dal 1980 al 1984).
Direttore Primo Ospite della Filarmonica Nazionale di Cracovia dal 1990 al 1994, in riconoscimento del lavoro svolto con questa orchestra (tournée, registrazioni, mecenatismo) il presidente Lech Wałęsa lo ha insignito del titolo di Ufficiale dell'Ordine al Merito della Repubblica di Polonia.
Nel 1990, al Concertgebouw di Amsterdam, ha diretto l'Orchestra Filarmonica della Radio Olandese per la creazione olandese (Premiere, Pierre Boulez, New York, 1989) del concerto per pianoforte "La Ville d'en Haut" di Olivier Messiaen (teletrasmesso) alla presenza del compositore (De Volkskrant, 12 Nov. 1990). 
Le Éditions Bärenreiter gli hanno affidato, sotto l'egida dell'UNESCO e della Presidenza della Repubblica, l'esclusiva della rappresentazione francese della Messe Solennelle di Berlioz, il cui manoscritto era stato da poco scoperto, e di cui ha effettuato la prima registrazione mondiale il 7 ottobre 1993 per France-Musique, Accord-Universal e France-Télévision. Successivamente, ha rappresentato l'opera al Festival Berlioz di La Côte-Saint-André, quindi in diverse città europee e americane e, in particolare, al Teatro Colón di Buenos Aires nel 1998 e, più di recente, al Festival di Santander nel 2003.
Nel 2000, nell'ambito delle manifestazioni per Praga Capitale Europea della Cultura, è stato l'ospite francese dell'Orchestra della Radio Nazionale Ceca per un programma di musiche di Dvořák radiodiffuso. Ha quindi portato l'orchestra in tournée con L'infanzia di Cristo di Berlioz. Uno dei concerti (Bartók-Debussy) con la Filarmonica di Dresda (2002) è stato radiotrasmesso in 24 Paesi, nell'ambito degli scambi europei, e l'esecuzione gli ha valso l'invito alla Semperoper di Dresda (Orchestra della Staatskapelle).

## Registrazioni
Jean-Paul Penin è riconosciuto dalla stampa musicale come uno "scopritore di capolavori". Oltre alla prima registrazione della Messe Solennelle di Berlioz e delle cantate Joseph II e Leopold II di Beethoven, si devono infatti a lui numerose prime incisioni mondiali di opere. Fernand Cortez di Gaspare Spontini, che ha diretto nella sua versione integrale nel 2002 all'Église Saint-Louis-des-Invalides di Parigi, sotto gli auspici della Fondation Napoléon, e a Madrid nel 2003 all'Auditorium National, nonché nella versione scenica all'Opéra di Erfurt nel 2006.
Der Freischütz di Weber, nella versione francese, comprendente i dodici recitativi scritti da Berlioz. Œdipe à Colone di Antonio Sacchini, commessa di Luigi XVI, rappresentata per l'inaugurazione della nuova Opéra di Versailles, nel 1786. Gwendoline di Chabrier, registrazione ritenuta dalla rivista Opéra International "uno degli avvenimenti discografici più salienti di questi ultimi anni".

## Opere
- Nuits Parisiennes, Suite per orchestra. Prima il 12 dicembre 2004 a Milano (Teatro dal Verme, Orchestra sinfonica Pomeriggi Musicali).
- Nuits Parisiennes, balletto.

## Pubblicazioni
- Les Baroqueux ou le Musicalement Correct, Editions Gründ, Paris, 2000.
- Les premières armes du jeune Berlioz: La Messe Solennelle, Ostinato Rigore, Revue Internationale d'Etudes musicales, Editions Jean-Michel Place, Paris, 2004.
- L'interprète face à la partition. Muséographie ou appropriation ? Conferenza tenutasi all'Academia Nazionale di Musica di Praga.